# Klaus Ohmsen
Klaus Ohmsen (Hamburg, 1935. október 16. – 2012. december 2.) német nemzetközi labdarúgó-játékvezető.

## Pályafutása

### Nemzeti játékvezetés
A játékvezetői vizsgát 1954-ben tette le. A küldési gyakorlat szerint rendszeres partbírói tevékenységet is végzett. 1963-ban kapott országos minősítést. 1974-ben lett az I. Liga játékvezetője. A nemzeti játékvezetéstől 1980-ban vonult vissza. Bundesliga mérkőzéseinek száma: 131.
| Időpont              | Helyszín                 | Mérkőzés típusa           | Mérkőzés                     | Eredmény | Nézők száma |
| -------------------- | ------------------------ | ------------------------- | ---------------------------- | -------- | ----------- |
| 1974. szeptember 12. | Olimpiai Stadion, Berlin | első Bundesliga mérkőzése | Hertha BSC–Borussia Dortmund | 0 – 0    | 60 000      |

#### Nemzeti kupamérkőzések
Vezetett kupadöntők száma: 1.

##### Német labdarúgókupa
| Időpont         | Helyszín                               | Mérkőzés típusa         | Mérkőzés              | Eredmény | Nézők száma |
| --------------- | -------------------------------------- | ----------------------- | --------------------- | -------- | ----------- |
| 1977. május 30. | Niedersachsenstadion Stadion, Hannover | döntő második találkozó | 1. FC Köln–Hertha BSC | 1 : 0    | 35 000      |

### Nemzetközi játékvezetés
A Német labdarúgó-szövetség (DFB) Játékvezető Bizottsága (JB) terjesztette fel nemzetközi játékvezetőnek, a Nemzetközi Labdarúgó-szövetség (FIFA) 1971-től tartotta nyilván bírói keretében. A FIFA JB központi nyelvei közül a németet beszélte. Több nemzetek közötti válogatott és klubmérkőzést vezetett, vagy működő társának partbíróként segített. A német nemzetközi játékvezetők rangsorában, a világbajnokság-Európa-bajnokság sorrendjében többedmagával a 41. helyet foglalja el 1 találkozó szolgálatával. Az aktív nemzetközi játékvezetéstől 1981-ben búcsúzott el. Válogatott mérkőzéseinek száma: 6.

#### Labdarúgó-világbajnokság
A világbajnoki döntőkhöz vezető úton Nyugat-Németországba a X., az 1974-es labdarúgó-világbajnokságra és Argentínába a XI., az 1978-as labdarúgó-világbajnokságra a FIFA JB játékvezetőként alkalmazta. Selejtező mérkőzést az AFC zónában vezetett. A FIFA JB elvárása szerint, ha nem vezetett, akkor partbíróként tevékenykedett, kettő csoportmérkőzésen 2. számú besorolást kapott. Partbírói mérkőzéseinek száma világbajnokságon: 2.

##### 1974-es labdarúgó-világbajnokság

###### Világbajnoki mérkőzés
| Időpont          | Helyszín                        | Mérkőzés típusa              | Mérkőzés         | Játékvezető       | Eredmény | Nézők száma |
| ---------------- | ------------------------------- | ---------------------------- | ---------------- | ----------------- | -------- | ----------- |
| 1974. június 19. | Niedersachsen Stadion, Hannover | csoportmérkőzés (4. csoport) | Bulgária–Uruguay | John Keith Taylor | 1 : 1    | 13 000      |
| 1974. június 22. | Park Stadion, Gelsenkirchen     | csoportmérkőzés (B. csoport) | Brazília–Zaire   | Nicolae Rainea    | 0 : 3    | 36 000      |

##### 1978-as labdarúgó-világbajnokság

###### Selejtező mérkőzés
| Időpont           | Helyszín              | Mérkőzés típusa           | Mérkőzés     | Eredmény |
| ----------------- | --------------------- | ------------------------- | ------------ | -------- |
| 1977. március 15. | Nemzeti Stadion, Doha | előselejtező (4. csoport) | Katar–Kuvait | 0 – 2    |

#### Labdarúgó-Európa-bajnokság
Az európai-labdarúgó torna döntőjéhez vezető úton Jugoszláviába az V., az 1976-os labdarúgó-Európa-bajnokságra az UEFA JB játékvezetőként foglalkoztatta.

##### 1976-os labdarúgó-Európa-bajnokság

###### Selejtező mérkőzés
| Időpont            | Helyszín                | Mérkőzés típusa           | Mérkőzés          | Eredmény | Nézők száma |
| ------------------ | ----------------------- | ------------------------- | ----------------- | -------- | ----------- |
| 1975. november 12. | Olimpiai Stadion, Kijev | előselejtező (6. csoport) | Szovjetunió–Svájc | 4 : 1    | 30 000      |

#### A magyar labdarúgó-válogatott mérkőzései (1902–1929)
| Időpont           | Helyszín                 | Mérkőzés típusa | Mérkőzés                   | Eredmény | Nézők száma |
| ----------------- | ------------------------ | --------------- | -------------------------- | -------- | ----------- |
| 1975. március 26. | Központi Stadion, Párizs | felkészülési    | Franciaország–Magyarország | 2 : 0    | 25 000      |

## Sportvezetőként
1981–1994 között a hamburgi Labdarúgó Szövetség irodájában dolgozott.

## Szakmai sikerek
- 1973-ban megkapta a Bild újság az Arany sípját mint az év legjobb német játékvezetője.
- 1981-ben a DFB Játékvezető Bizottsága az Év Játékvezetője címmel tüntette ki.

## Külső hivatkozások
- Klaus Ohmsen. World Referee. [2015. április 2-i dátummal az eredetiből archiválva]. (Hozzáférés: 2010. december 3.)
- Klaus Ohmsen. weltfussball.de. (Hozzáférés: 2010. december 3.)
- Klaus Ohmsen. scoreshelf.com. [2015. április 2-i dátummal az eredetiből archiválva]. (Hozzáférés: 2010. december 3.)
- Hamburgs ehemaliger FIFA-Schiri Klaus Ohmsen gestorben Archiválva 2016. február 2-i dátummal a Wayback Machine-ben (németül)
- Klaus Ohmsen. eu-football.info. (Hozzáférés: 2015. március 16.)